# Ühlingen-Birkendorf
Ühlingen-Birkendorf è un comune tedesco di 5 459 abitanti,, situato nel land del Baden-Württemberg.